# Menhir de Degernau

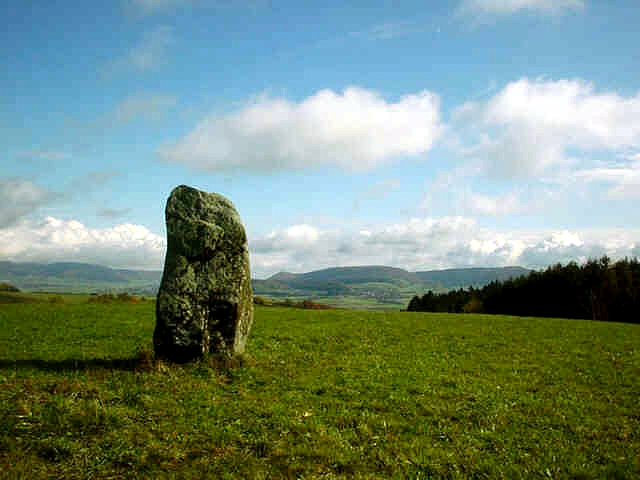
Menhir de Degernau

El menhir de Degernau es un menhir clásico de la cultura megalítica en Degernau, un barrio del municipio Wutöschingen en el distrito de Waldshut en Baden-Wurtemberg, Alemania. Está situado en la cima del monte Bühlhölzle. El menhir de alrededor de 1700 a. C. tiene una altura de aproximadamente dos metros.

## Enlaces
- Menhir de Degernau

- Datos: Q1920541